# 周吉平
周吉平（1952年3月—），中国石油工程师、中共官员。中国石油天然气集团公司原董事长、党组书记。

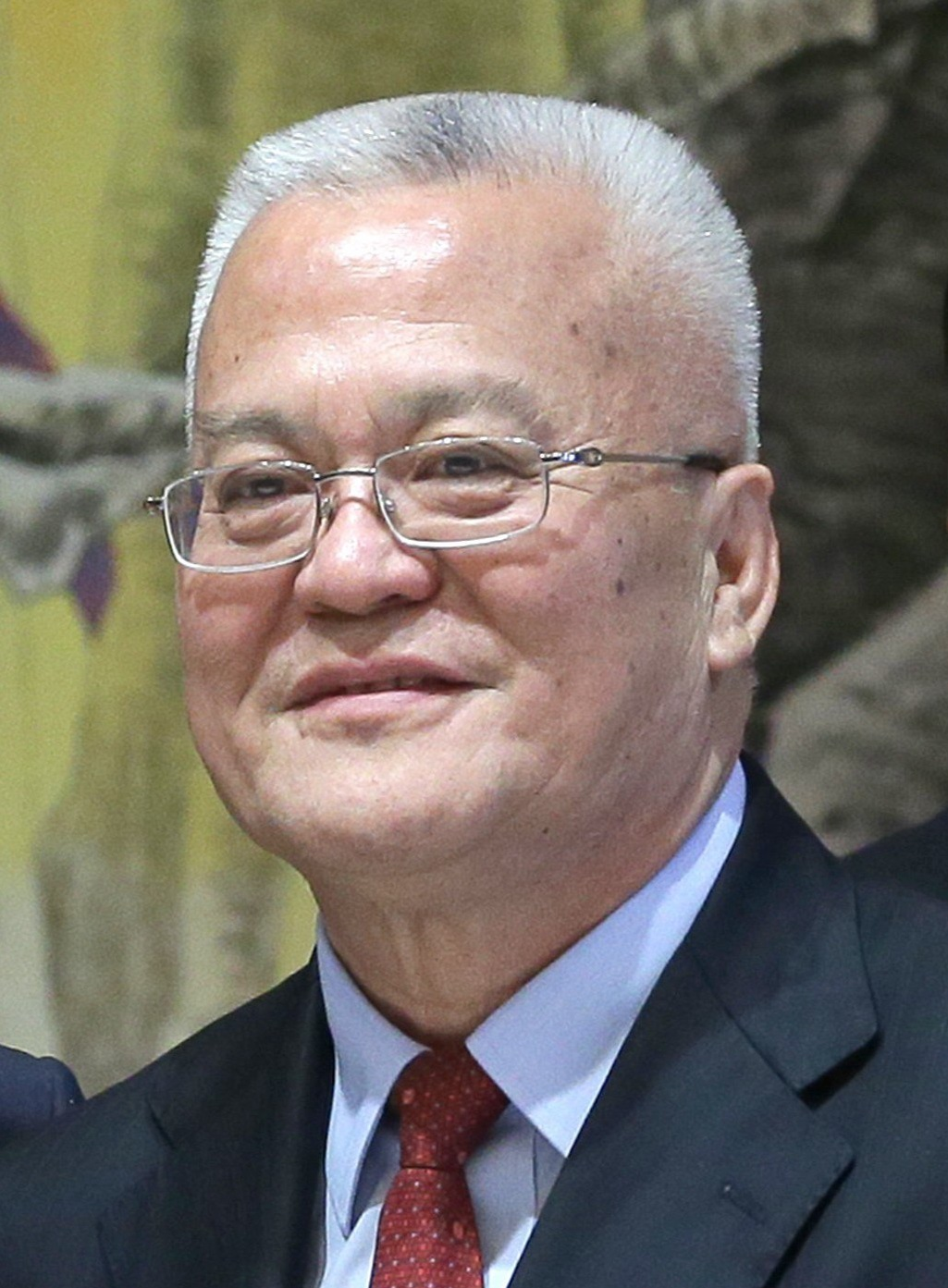
周吉平

## 生平
先后毕业于华东石油学院勘探系物探专业和中国科学院南海海洋研究所海洋地质构造专业，在中国石油天然气行业拥有近40年的工作经验。
周吉平于1996年底至2003年底期间，历任中国石油天然气总公司国际勘探开发合作局副局长、中国石油天然气勘探开发公司副总经理、大尼罗国际作业公司(苏丹)总裁；中国石油天然气勘探开发公司总经理、党委副书记，中国石油天然气总公司国际勘探开发合作局副局长；中国石油天然气勘探开发公司总经理、党委副书记；中国石油天然气集团公司总经理助理兼中国石油天然气勘探开发公司总经理、党委副书记；中国石油天然气集团公司副总经理、党组成员。
至2008年5月出任中国石油天然气股份有限公司总裁；2011年11月出任中国石油天然气集团公司总经理、董事；2013年4月16日，任中石油集团公司董事长、党组书记，不再担任总经理。2013年7月28日，不再担任中国石油天然气股份有限公司总裁，仅任董事长。2015年5月，卸任退休。